# Lionel Briand
Pour les articles homonymes, voir Briand.
Lionel Claude Briand, né le 21 novembre 1965 à Paris, France est ingénieur logiciel et professeur à l'Université d'Ottawa et à l'Université du Luxembourg.

## Biographie
Il est "fellow" de l'IEEE, de l'ACM, titulaire d'une chaire de recherche du Canada sur la fiabilité et la conformité des logiciels intelligents et titulaire d'une subvention avancée du Conseil européen de la recherche. Ses domaines de recherche sont les tests, la vérification et la validation de systèmes logiciels; appliquer l'apprentissage automatique et le calcul évolutif au génie logiciel; et l'assurance qualité des logiciels, entre autres,,,. Il a été vice-directeur du SnT - Centre interdisciplinaire pour la sécurité, la fiabilité et la confiance de l'Université du Luxembourg de 2014 à 2019, éditeur en chef de la revue scientifique Empirical Software Engineering (en) de 2003 à 2016. En 2011, il a été nommé "chercheur de la décade" par le laboratoire Simula. En 2012, il a reçu le prix Harlan D. Mills.